# Nati nel 1605
| Questa pagina contiene informazioni ricavate automaticamente dalle voci biografiche con l'ausilio del template Bio e di un bot. L'aggiornamento è periodico e automatico e ricostruisce completamente la pagina. Se manca una persona in questa lista, sei pregato di non aggiungerla, ma accertati piuttosto che la sua voce biografica contenga il template Bio e che i dati anagrafici siano correttamente compilati. Se il template Bio manca, inseriscilo tu stesso o, in alternativa, metti l'avviso {{tmp\|Bio}} che ne segnala la mancanza. Se i dati riportati sono sbagliati, correggi direttamente la voce biografica; le modifiche saranno visibili in questa lista entro pochi giorni. Per chiarimenti vedi il progetto biografie. La lista contiene solo le 94 persone che sono citate nell'enciclopedia e per le quali è stato implementato correttamente il template Bio. Pagina aggiornata al 2 ago 2025. |

## Gennaio(2)
- 6 gennaio - Shahryar Mirza, principe indiano († 1628)
- 28 gennaio - Madre Maria Eletta di Gesù, religiosa italiana († 1663)

## Febbraio(3)
- 5 febbraio - Johann Vierdanck, violinista e compositore tedesco († 1649)
- 6 febbraio - Bernardo da Corleone, francescano italiano († 1667)
- 17 febbraio - Luca da Reggio, pittore italiano († 1654)

## Marzo(3)
- 11 marzo - Şehzade Mehmed, principe ottomano († 1621)
- 17 marzo - Giorgio II d'Assia-Darmstadt, nobile († 1661)
- 25 marzo - Henry Jermyn, I conte di St Albans, politico inglese († 1684)

## Aprile(4)
- 7 aprile - Enrichetta di Lorena, principessa († 1660)
- 8 aprile - Filippo IV di Spagna, re († 1665)
- 19 aprile - Orazio Benevoli, compositore italiano († 1672)
- 30 aprile - Peder Winstrup, religioso danese († 1679)

## Maggio(5)
- 7 maggio - Nikon, monaco cristiano russo († 1681)
- 9 maggio - Philipp Chemnitz, storico e teologo tedesco († 1678)
- 14 maggio - Borso d'Este, militare italiano († 1657)
- 16 maggio - Federico Ubaldo della Rovere, duca († 1623)
- 25 maggio - Carlo Garnier, presbitero e missionario francese († 1649)

## Giugno(2)
- 11 giugno - Luis de Guzmán Ponce de Leon, generale e politico spagnolo († 1668)
- 23 giugno - Anton Giulio Brignole Sale, religioso, scrittore e diplomatico italiano († 1662)

## Luglio(2)
- 6 luglio - Ulrico II della Frisia orientale, conte († 1648)
- 29 luglio - Simon Dach, scrittore e poeta tedesco († 1659)

## Agosto(9)
- 6 agosto - Palamedes Palamedesz I, pittore e disegnatore olandese († 1638)
- 6 agosto - Ercole Procaccini il Giovane, pittore italiano († 1680)
- 6 agosto - Johann Philipp von Schönborn, arcivescovo cattolico tedesco († 1673)
- 6 agosto - Bulstrode Whitelocke, politico inglese († 1675)
- 8 agosto - Cæcilius Calvert, politico britannico († 1675)
- 20 agosto - Adriaen Brouwer, pittore fiammingo († 1638)
- 24 agosto - Giuseppe Storace d'Afflitto, poeta italiano
- 25 agosto - Filippo Maurizio di Hanau-Münzenberg, conte tedesco († 1638)
- 30 agosto - Felice Ficherelli, pittore italiano († 1660)

## Settembre(6)
- 1º settembre - Michele Mazzarino, cardinale e arcivescovo cattolico italiano († 1648)
- 14 settembre - Brynjólfur Sveinsson, vescovo luterano islandese († 1675)
- 23 settembre - Daniel Czepko, poeta e mistico tedesco († 1660)
- 24 settembre - Antoine Godeau, vescovo cattolico, scrittore e letterato francese († 1672)
- 26 settembre - Antonio Pizzocaro, architetto e ingegnere italiano († 1680)
- 28 settembre - Ismael Bullialdus, astronomo e presbitero francese († 1694)

## Ottobre(7)
- 7 ottobre - Giulio Cesare Gonzaga di Palazzolo, nobile italiano († 1685)
- 9 ottobre - Cesare Fracanzano, pittore italiano († 1651)
- 14 ottobre - Andrea Giustiniani, I principe di Bassano, nobile italiano († 1667)
- 15 ottobre - Maria di Borbone-Montpensier, nobile francese († 1627)
- 18 ottobre - Vincenzo Capponi, letterato e poeta italiano († 1688)
- 19 ottobre - Thomas Browne, filosofo e scrittore britannico († 1682)
- 22 ottobre - Frédéric Maurice de La Tour d'Auvergne, nobile e generale francese († 1652)

## Novembre(3)
- 5 novembre - Thomas Shepard, teologo inglese († 1649)
- 22 novembre - Stefano da Cesena, religioso e teologo italiano († 1682)
- 29 novembre - Anne-Marie Bigot de Cornuel, letterata francese († 1694)

## Dicembre(1)
- 23 dicembre - Tianqi, imperatore cinese († 1627)

## Senza giorno specificato(47)
- Francesco Arconati, presbitero e scrittore italiano
- Jacopo Baccarini, pittore italiano († 1682)
- Antonio Basso, poeta italiano († 1648)
- Antonio Bertali, compositore e violinista italiano († 1669)
- Giacomo Carissimi, compositore italiano († 1674)
- William Cochrane, I conte di Dundonald, politico e nobile scozzese († 1685)
- Francesco Cozza, pittore italiano († 1682)
- Abramo Ecchellense, letterato libanese († 1665)
- Girolamo Forabosco, pittore italiano († 1679)
- Giovanni Fulco, pittore italiano († 1680)
- Michelangelo Grancini, organista e compositore italiano († 1669)
- Antonio Grimani, nobile italiano († 1659)
- Giovanni Battista Grossi, storico e teologo italiano († 1666)
- Enrique Guzman de Haros, cardinale spagnolo († 1626)
- Theodore Haak, editore, traduttore e filosofo tedesco († 1690)
- Leo van Heil, pittore e architetto fiammingo († 1664)
- Martin van den Hove, astronomo e matematico olandese († 1639)
- Pietro Liberi, pittore italiano († 1687)
- Macario di Kanev, santo ucraino († 1678)
- Theodor Matham, incisore, pittore e disegnatore olandese († 1676)
- Alexandra Mavrokordatou, ottomana († 1684)
- Mihrunnissa Begum, nobildonna persiana
- Marco Morosini, vescovo cattolico italiano († 1654)
- Diego de Narbona, giurista spagnolo († 1650)
- Francisco de Orozco, generale e politico spagnolo († 1668)
- Carlo Pellegrini, pittore italiano († 1649)
- Bento Pereira, gesuita, teologo e lessicografo portoghese († 1681)
- Johann Ferdinand von Porcia, nobile e politico austriaco († 1665)
- Thomas Randolph, poeta e drammaturgo inglese († 1635)
- Francesco Angelo Rapaccioli, cardinale e vescovo cattolico italiano († 1657)
- Pieter Danckerts de Rij, pittore olandese († 1661)
- Carlo Roberti, cardinale e arcivescovo cattolico italiano († 1673)
- Nicolás Rodríguez Hermosino, religioso e giurista spagnolo († 1669)
- Pierre du Ryer, drammaturgo francese († 1658)
- Francesco Sacrati, compositore italiano († 1650)
- Bartolomeo Scaligero, pittore italiano
- Jonas Shish, ingegnere britannico († 1680)
- Suzanne du Plessis-Bellière, francese († 1705)
- Jean-Baptiste Tavernier, viaggiatore e mercante francese († 1689)
- Celestino Telera, religioso italiano († 1670)
- Giovanni Battista Urbinelli, pittore italiano († 1663)
- Ferenc Wesselényi, militare ungherese († 1667)
- Claude de Jongh, pittore olandese († 1663)
- Giovanni de Torres, arcivescovo cattolico e diplomatico italiano († 1662)
- Lodewijk de Vadder, pittore fiammingo († 1655)
- Mainardo I di Hohenzollern-Sigmaringen, principe († 1681)
- Friedrich von Logau, poeta tedesco († 1655)